# Alexei Wladimirowitsch Tereschtschenko
Alexei Wladimirowitsch Tereschtschenko (russisch Алексей Владимирович Терещенко; * 16. Dezember 1980 in Moschaisk) ist ein russischer Eishockeyspieler, der zuletzt beim HK Dinamo Minsk in der Kontinentalen Hockey-Liga unter Vertrag stand.

## Karriere
Alexei Tereschtschenko stammt aus dem Nachwuchs des HK Dynamo Moskau und absolvierte in der Spielzeit 1998/99 seine ersten Spiele in der russischen Superliga. Beim NHL Entry Draft 2000 wählten die Dallas Stars ihn in der dritten Runde an der 91. Stelle aus. Sowohl 2000, als auch 2005 wurde er mit Dynamo Russischer Meister, bevor er im Sommer 2005 zum Ak Bars Kasan wechselte. Mit Kasan wurde er 2006 erneut russischer Meister und gewann den IIHF European Champions Cup 2007. Nach diesem Erfolg wurde er von Salawat Julajew Ufa unter Vertrag genommen. Mit Ufa erreichte er am Ende der Spielzeit 2007/08 wieder die Meisterschaft der Superliga, kehrte aber im Sommer 2009 nach Kasan zurück. Mit Ak Bars gewann er 2010 die Meisterschaftstrophäe der KHL, den Gagarin-Pokal. In den folgenden vier Spielzeiten gehörte er stets zu den Leistungsträgern im Team, ehe er im Sommer 2014 aufgrund einer Verjüngung der Mannschaft keinen neuen Vertrag bei Ak Bars erhielt. Wenige Tage später wurde er von seinem Heimatverein, dem HK Dynamo Moskau, verpflichtet. Dort spielte er in den folgenden drei Jahren durchgängig, ehe sein bis 2018 laufender Vertrag im Juli 2017 durch die KHL aufgelöst wurde, da Dynamo gegen finanzielle Regularien der KHL verstoßen hatte. Im September des gleichen Jahres erhielt Tereschtschenko von Dynamo einen neuen Einjahresvertrag, nachdem er sich bis dahin bei keinem anderen Klub verpflichtet hatte.
Im Sommer 2018 erhielt Tereschtschenko keinen neuen Vertrag bei Dynamo Moskau und wurde erst im November des gleichen Jahres vom HK Dinamo Minsk verpflichtet. Für Dinamo erreichte er 16 Scorerpunkte in 30 KHL-Partien, verließ den Minsker Klub am Saisonende und sollte im Mai 2019 erneut einen Vertrag bei seinem Heimatverein erhalten. Dieser kam jedoch nicht zustande.

### International
2008 und 2009 wurde Tereschtschenko mit der russischen Nationalmannschaft Weltmeister. Zuvor war er nur bei der U20-Weltmeisterschaft 2000 international zum Einsatz gekommen, wobei er die Silbermedaille gewann.

## Erfolge und Auszeichnungen
| - 2000 Russischer Meister mit dem HK Dynamo Moskau - 2005 Russischer Meister mit dem HK Dynamo Moskau - 2006 Russischer Meister mit Ak Bars Kasan - 2007 IIHF-European-Champions-Cup-Gewinn mit Ak Bars Kasan - 2008 Russischer Meister mit Salawat Julajew Ufa | - 2008 KHL-Stürmer des Monats November - 2009 KHL All-Star Game - 2009 KHL All-Star Team - 2010 KHL All-Star Game - 2010 Gagarin-Pokal-Gewinn mit Ak Bars Kasan |

### International
- 2000 Silbermedaille bei der U20-Junioren-Weltmeisterschaft
- 2008 Goldmedaille bei der Weltmeisterschaft
- 2009 Goldmedaille bei der Weltmeisterschaft
- 2010 Silbermedaille bei der Weltmeisterschaft
- 2012 Goldmedaille bei der Weltmeisterschaft

## KHL-Statistik
(Stand: Ende der Saison 2018/19)